# Раєвка (Туймазинський район)
Ра́євка (рос. Раевка, башк. Раевка) — присілок (в минулому селище) у складі Туймазинського району Башкортостану, Росія. Входить до складу Старотуймазинської сільської ради.
Населення — 101 особа (2010; 61 у 2002).
Національний склад:
- чуваші — 65 %